# Ngôn ngữ tại châu Phi

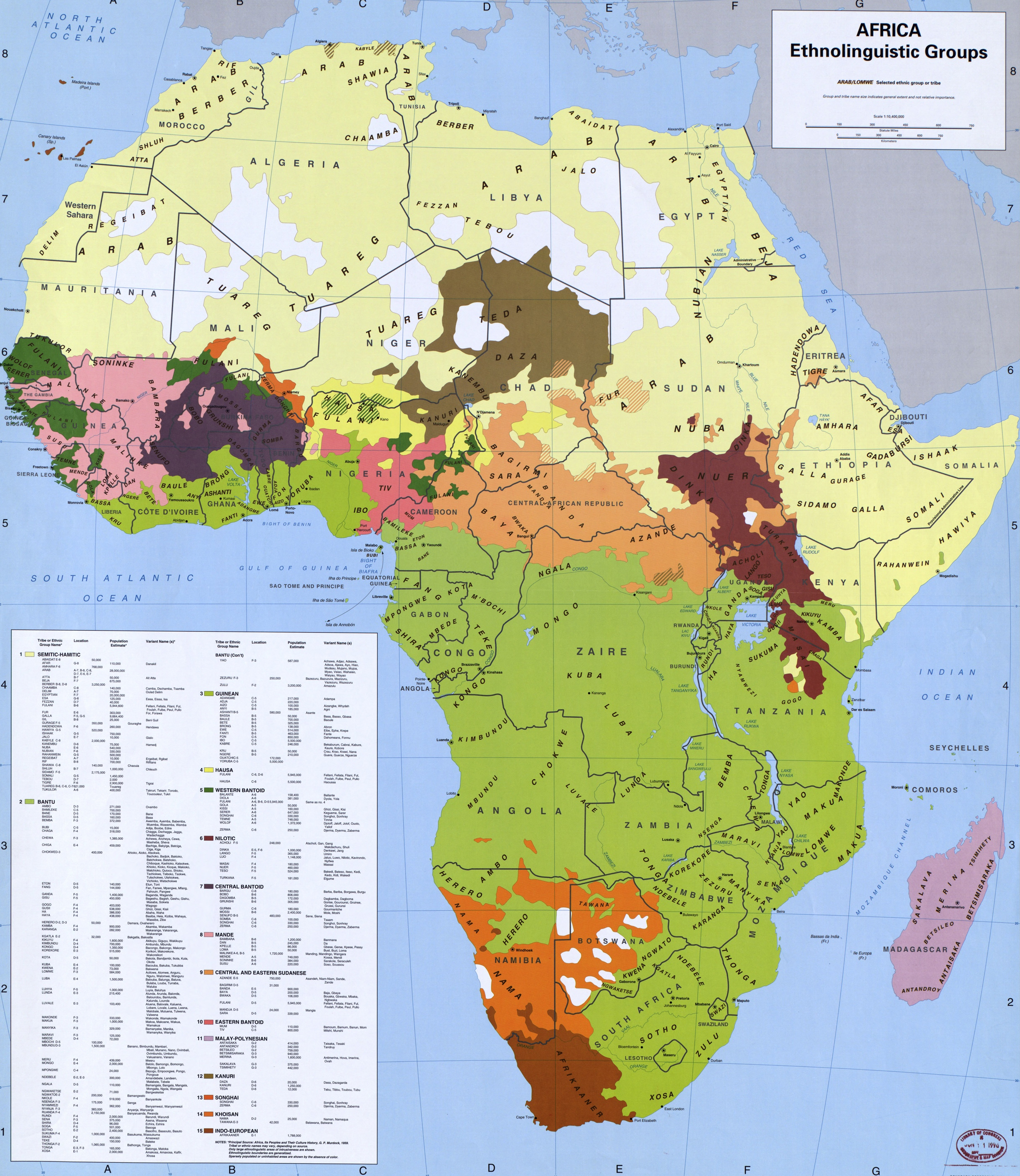
Bản đồ cho thấy phân bố của các ngữ hệ truyền thống tại châu Phi:
Phi-Á (Semit-Hamit)
Nam Đảo (Malay-Polynesia)
Ấn-Âu
Khoisan
Niger-Congo:
Bantu
Trung và Đông Sudan
Trung Bantoid
Đông Bantoid
Guinea
Mande
Tây Bantoid
Nin-Sahara:
Kanuri
Nin
Songhai

Có 1.250 tới 2.100 và theo một nguồn là có tới 3.000 ngôn ngữ được nói bản địa ở châu Phi, nằm trong nhiều ngữ hệ khác nhau:
- Ngữ hệ Phi-Á hiện diện khắp vùng Trung Đông, Bắc Phi, Sừng châu Phi, và một số phần của Sahel
- Ngữ hệ Nin-Sahara tập trung quanh khu vực Sudan và Tchad
- Ngữ hệ Niger-Congo (Bantu và phi-Bantu) phủ khắp Tây, Trung, Đông Nam và Nam Phi
- Ngữ hệ Nam Đảo được nói tại Madagascar.
- Ngữ hệ Ấn-Âu có mặt tại cực nam của lục địa (Afrikaans), cũng như các vùng Ceuta và Melilla (tiếng Tây Ban Nha) ở phía bắc.

Có nhiều ngữ hệ nhỏ, ngôn ngữ tách biệt, cũng như nhiều ngôn ngữ chưa được phân loại khác. Thêm vào đó, châu Phi rất đa dạng về ngôn ngữ ký hiệu, nhiều trong số này là ngôn ngữ ký hiệu tách biệt.
Chừng một trăm ngôn ngữ được sử dụng rộng rãi trong việc giao tiếp. Tiếng Ả Rập, Somali, Berber, Amhara, Oromo, Swahili, Hausa, Manding, Fulani và Yoruba là những ngôn ngữ được hàng chục triệu người nói. Nếu như hàng trăm ngôn ngữ tương tự nhau được gộp lại, thì mười hai ngôn ngữ được nói bởi 75% người dân châu Phi, mười lăm ngôn ngữ được nói bởi 85%, như ngôn ngữ thứ nhất hay thứ hai.
Sự đa dạng ngôn ngữ học của nhiều nước châu Phi (chỉ mình Nigeria đã có hơn 500 ngôn ngữ) đã khiến chính sách ngôn ngữ trở thành một vấn đề thời kì hậu thuộc địa. Những năm gần đây, các nước châu Phi mỗi lúc một xem trọng giá trị ngôn ngữ của họ. Chính sách ngôn ngữ hiện nay chủ yếu nhắm đến mục tiêu đa ngôn ngữ. Năm 2006 là "Năm của Ngôn ngữ châu Phi" của Liên minh châu Phi (AU). Tuy nhiên, dù nhiều thứ tiếng vừa và nhỏ đã hiện diện trên radio, báo chí, và được giảng dạy trong các trường học, và vài ngôn ngữ lớn được xem là ngôn ngữ quốc gia, chỉ một số ít trở thành ngôn ngữ chính thức cấp quốc gia.

## Các nhóm ngôn ngữ
Đa số các thứ tiếng được nói ở châu Phi thuộc về ba ngữ hệ: Phi-Á, Nin-Sahara, và Niger-Congo. Số khác thuộc về một nhóm Ubangia (đôi khi được đặt trong Niger-Congo) và Khoisan, hoặc Ấn-Âu và Nam Đảo (cả hai bắt nguồn từ ngoài châu Phi. Thêm vào đó, có nhiều ngôn ngữ chưa phân loại và ngôn ngữ ký hiệu.

### Ngữ hệ Phi-Á
Nhóm Phi-Á được nói khắp Bắc Phi, Sừng châu Phi, Trung Đông, và một số phần của Sahel. Có chừng 375 ngôn ngữ Phi-Á, sử dụng bởi hơn 350 triệu người. Các phân nhánh chính là nhóm ngôn ngữ Berber, nhóm ngôn ngữ Semit, nhóm ngôn ngữ Tchad và nhóm ngôn ngữ Cush. Urheimat của ngữ hệ Phi-Á (nơi xuất phát) thì không chắc chắn. Tuy vậy, phân nhánh phổ biến nhất, nhóm Semit (gồm tiếng Ả Rập, tiếng Amhara, tiếng Hebrew và một số khác), có sẽ đã phát triển ở bán đảo Ả Rập. Semit là nhánh duy nhất của hệ Phi-Á được sử dụng bên ngoài châu Phi.
Một số ngôn ngữ Phi-Á thường gặp nhất là tiếng Ả Rập (Semit), Somali (Cush), Berber (Berber), Hausa (Chadic), Amhara (Semit), và Oromo (Cush). Trong những họ ngôn ngữ còn lại trên thế giới, Phi-Á có lịch sử chữ viết lâu đời nhất, nhờ tiếng Akkad tại Lưỡng Hà và tiếng Ai Cập cổ đại.

### Ngữ hệ Nin-Sahara
Nin-Sahara là một nhóm gây nhiều tranh luận với sự đa dạng cực kỳ trong hơn một trăm ngôn ngữ. Phân bố trãi ra từ thung lũng Nil tới bắc Tanzania và đến Nigeria và Cộng hòa Dân chủ Congo, với nhóm ngôn ngữ Songhay dọc theo trung lưu của sông Niger. Mối quan hệ giữa các ngôn ngữ này chưa được chứng minh chắc chắn. Những thứ tiếng này cùng chia sẻ vài hình thái khác thường, nếu chúng có liên quan, đa số các nhánh con hẳn đã phải trải qua sự thay đổi lớn kể từ tách ra từ tổ tiên chung. Việc gộp vào cả nhóm Songhay cũng đang bị nghi ngờ.
Một số ngôn ngữ phổ biến thuộc hệ này là Kanuri, Fur, Nobiin, và Luo, Dinka, Maasai (cả ba đều thuộc nhóm Nin). Các ngôn ngữ Nin-Sahara có thanh điệu.

### Ngữ hệ Niger–Congo
Niger–Congo là ngữ hệ lớn nhất tại châu Phi và có lẽ cả thế giới khi tính đến số lượng ngôn ngữ. Một trong những đặc điểm nổi bật của nó là hệ thống lớp danh từ (noun class) phức tạp với sự hợp ngữ pháp. Lượng lớn ngôn ngữ trong hệ này có thanh điệu, như tiếng Yoruba, Igbo, Ashanti, và Ewe. Một nhánh lớn của hệ Niger–Congo là họ Bantu.

### Nhóm ngôn ngữ khác

#### Nam Đảo
Nhiều thứ tiếng được nói tại châu Phi xuất phát từ bên ngoài châu lục này. Ví dụ, tiếng Malagasy, ngôn ngữ của Madagascar, thuộc về ngữ hệ Nam Đảo.

#### Ấn-Âu
Afrikaans, cũng như đa số ngôn ngữ creole tại châu Phi, là ngôn ngữ Ấn-Âu. Afrikaans là ngôn ngữ Ấn-Âu duy nhất từng phát triển ở đây; do đó, nó là một ngôn ngữ châu Phi. Afrikaans được dùng khắp vùng Nam Phi. Đa số người bản ngữ Afrikaans sống ở Nam Phi, ở Namibia nó là lingua franca và ở Botswana và Zimbabwe nó là ngôn ngữ thiểu số với chừng mười nghìn người nói. Khắp thế giới, ước tính có 15 đến 20 triệu người nói tiếng Afrikaans.

#### Những hệ nhỏ
- Mande, khoảng 70 ngôn ngữ, gồm các ngôn ngữ lớn tại Mali và Guinea. Chúng có khi được xem là một nhánh của Niger–Congo, nhưng ý kiến chung vẫn không thống nhất.
- Ubangi, khoảng 70 ngôn ngữ, gồm các ngôn ngữ lớn tại Cộng hòa Trung Phi. Cũng có thể thuộc Niger–Congo.
- Khoe, khoảng 10 ngôn ngữ, tại Namibia và Botswana
- Sandawe, tại Tanzania, có thể liên quan tới Khoe
- Kx'a, gồm hai ngôn ngữ tại Nam Phi
- Tuu, hay Taa-Ui, gồm hai ngôn ngữ
- Hadza, ngôn ngữ tách biệt tại Tanzania
- Bangi-me, ngôn ngữ tách biệt tại Mali
- Jalaa, ngôn ngữ tách biệt tại Nigeria
- Laal, ngôn ngữ tách biệt tại Tchad

Khoisan là một thuật ngữ (tiện dụng) để chỉ khoảng 30 ngôn ngữ được dùng bởi 300.000–400.000 người. Có năm nhánh ngôn ngữ Khoisan chưa được chứng minh có liên quan tới nhau: Khoe, Tuu, Kx'a, cũng như Sandawe và Hadza, hai ngôn ngữ tách biệt. Một đặc điểm nổi bật của Khoisan, và là lý do chúng được gộp chung với nhau, là sự hiện diện của phụ âm click (giống như tiếng búng lưỡi hay chắc lưỡi). Vài ngôn ngữ Bantu lân cận (như Xhosa và Zulu) cũng có tiếng "click", nhưng chúng bắt ngồn từ Khoisan. Khoisan cũng là ngữ hệ thanh điệu.

#### Ngôn ngữ chưa phân loại
Có một số lượng tương đối ngôn ngữ chưa phân loại ở châu Phi. Nhiều trong số này chưa được phân loại đơn giản vì thiếu tài liệu; một số ngôn ngữ được biết tới rõ hơn song không có phân loại rõ ràng là:
- có thể thuộc hệ Á-Phi: Ongota, Gomba
- có thể thuộc hệ Nin-Sahara: Shabo
- có thể thuộc hệ Niger–Congo: Jalaa, Mbre, Bayot
- có thể thuộc Khoe: Kwadi
- không rõ: Laal, Mpre

Trong số này, Jalaa có nhiều khả năng là ngôn ngữ tách biệt nhất.

## Số người nói của một số ngôn ngữ (bản địa và phi bản địa)
| Ngôn ngữ         | Ngữ hệ      | Số người nói bản ngữ (L1)                                    | Tình trạng chính thức                                                                                  |
| ---------------- | ----------- | ------------------------------------------------------------ | --- |
| Afrikaans        | Ấn-Âu       | 7.200.000                                                    | Nam Phi                                                                                                |
| Tiếng Akan       | Niger-Congo | 11.000.000                                                   | ngôn ngữ chính phủ ở Ghana                                                                             |
| Tiếng Amhara     | Phi-Á       | 22.000.000                                                   | Ethiopia                                                                                               |
| Tiếng Ả Rập      | Phi-Á       | 150.000.000 nhưng có nhiều biến thể không thể hiểu được nhau | Algeria, Chad, Comoros, Djibouti, Ai Cập, Eritrea, Libya, Mauritania, Morocco, Somalia, Sudan, Tunisia |
| Tiếng Berber     | Phi-Á       |                                                              | Morocco                                                                                                |
| Tiếng Chewa      | Niger-Congo | 11.500.000                                                   | Malawi, Zimbabwe                                                                                       |
| Tiếng Anh        | Ấn-Âu       |                                                              | xem Danh sách quốc gia và vùng lãnh thổ nơi tiếng Anh là ngôn ngữ chính thức                           |
| Tiếng Pháp       | Ấn-Âu       |                                                              | xem Danh sách quốc gia và vùng lãnh thổ nơi tiếng Pháp là ngôn ngữ chính thức                          |
| Tiếng Fula       | Niger-Congo | 25.000.000                                                   | |
| Tiếng Gikuyu     | Niger-Congo | 6.600.000                                                    | |
| Tiếng Hausa      | Phi-Á       | 34.000.000                                                   | |
| Tiếng Igbo       | Niger-Congo | 18.000.000                                                   | |
| Kinyarwanda      | Niger-Congo | 9.800.000                                                    | Rwanda                                                                                                 |
| Kirundi          | Niger-Congo | 8.800.000                                                    | Burundi                                                                                                |
| Tiếng Kongo      | Niger-Congo | 5.600.000                                                    | ngôn ngữ vùng miền được công nhận của Angola                                                           |
| Tiếng Lingala    | Niger-Congo | 5.500.000                                                    | ngôn ngữ quốc gia của Cộng hòa Dân chủ Congo                                                           |
| Tiếng Malagasy   | Nam Đảo     | 18.000.000                                                   | Madagascar                                                                                             |
| Tiếng Mõõré      | Niger-Congo | 7.600.000                                                    | ngôn ngữ vùng miền được công nhận của Burkina Faso                                                     |
| Tiếng Nam Sotho  | Niger-Congo | 4.600.000                                                    | Nam Phi                                                                                                |
| Tiếng Oromo      | Phi-Á       | 26.000.000                                                   | Ethiopia                                                                                               |
| Tiếng Bồ Đào Nha | Ấn-Âu       | 13.700.000 (ước tính)                                        | Angola, Cape Verde, Guinea-Bissau, Guinea Xích đạo, Mozambique, São Tomé và Príncipe                   |
| Tiếng Sotho      | Niger-Congo | 5.600.000                                                    | Lesotho, Nam Phi, Zimbabwe                                                                             |
| Tiếng Shilha     | Phi-Á       | 14.000.000 (ước tính)                                        | |
| Tiếng Shona      | Niger-Congo | 14.200.000 gồm cả Manyika, Ndau (2000–2006)                  | Zimbabwe                                                                                               |
| Tiếng Somali     | Phi-Á       | 16.600.000                                                   | Somalia                                                                                                |
| Tiếng Swahili    | Niger-Congo | 15.000.000                                                   | ngôn ngữ chính thức tại Tanzania, Kenya, Uganda, ngôn ngữ quốc gia của Cộng hòa Dân chủ Congo          |
| Tiếng Tigrinya   | Phi-Á       | 7.000.000                                                    | Eritrea                                                                                                |
| Tiếng Tshiluba   | Niger-Congo | 6.300.000 (1991)                                             | ngôn ngữ quốc gia của Cộng hòa Dân chủ Congo                                                           |
| Tiếng Mbundu     | Niger-Congo | 6.000.000                                                    | ngôn ngữ vùng miền được công nhận của Angola                                                           |
| Tiếng Yoruba     | Niger-Congo | 28.000.000                                                   | |
| Tiếng Xhosa      | Niger-Congo | 7.600.000                                                    | Nam Phi, Zimbabwe                                                                                      |
| Tiếng Zulu       | Niger-Congo | 10.400.000                                                   | Nam Phi                                                                                                |